# Eriogonum nummulare
Eriogonum nummulare är en slideväxtart som beskrevs av Marcus Eugene Jones. Eriogonum nummulare ingår i släktet Eriogonum och familjen slideväxter. Inga underarter finns listade i Catalogue of Life.